# Ascelina
Ascelina (1121-1195) fue una santa, monja cisterciense y mística francesa del siglo XII.
Pasó la mayor parte de su vida en el convento cisterciense de Boulancourt (Francia). Se cree que era pariente de Bernardo de Claraval. Su festividad se celebra el 23 de agosto.